# Moulins-la-Marche
Moulins-la-Marche ist eine französische Kleinstadt mit 717 Einwohnern (Stand 1. Januar 2022) im Département Orne in der Region Normandie. Sie gehört zum Arrondissement Mortagne-au-Perche und zum Kanton Tourouvre au Perche.

## Geographie
Die Stadt Moulins-la-Marche liegt rund 65 Kilometer südwestlich von Évreux im Nordwesten der Hügellandschaft Perche, knapp außerhalb des Regionalen Naturparks Perche. Nachbargemeinden sind La Ferrière-au-Doyen im Norden und Osten, Saint-Aquilin-de-Corbion im Südosten, Saint-Martin-des-Pézerits im Süden, Saint-Aubin-de-Courteraie im Südwesten sowie Mahéru im Westen. An der nördlichen Gemeindegrenze verläuft der Fluss Iton, im Süden die Sarthe. In Moulins-la-Marche kreuzen sich die Fernstraßen von Gacé nach Mortagne-au-Perche und von Sées nach L’Aigle.

## Bevölkerungsentwicklung
| Jahr                       | 1962 | 1968 | 1975 | 1982 | 1990 | 1999 | 2006 | 2013 | 2021 |
| -------------------------- | ---- | ---- | ---- | ---- | ---- | ---- | ---- | ---- | ---- |
| Einwohner                  | 907  | 917  | 845  | 818  | 816  | 774  | 782  | 753  | 729  |
| Quellen: Cassini und INSEE |      |      |      |      |      |      |      |      |      |

## Sehenswürdigkeiten
- Kirche Saint-Denis
- feudale Motte
- Wasserturm
- Hippodrom „Jean Gabin“

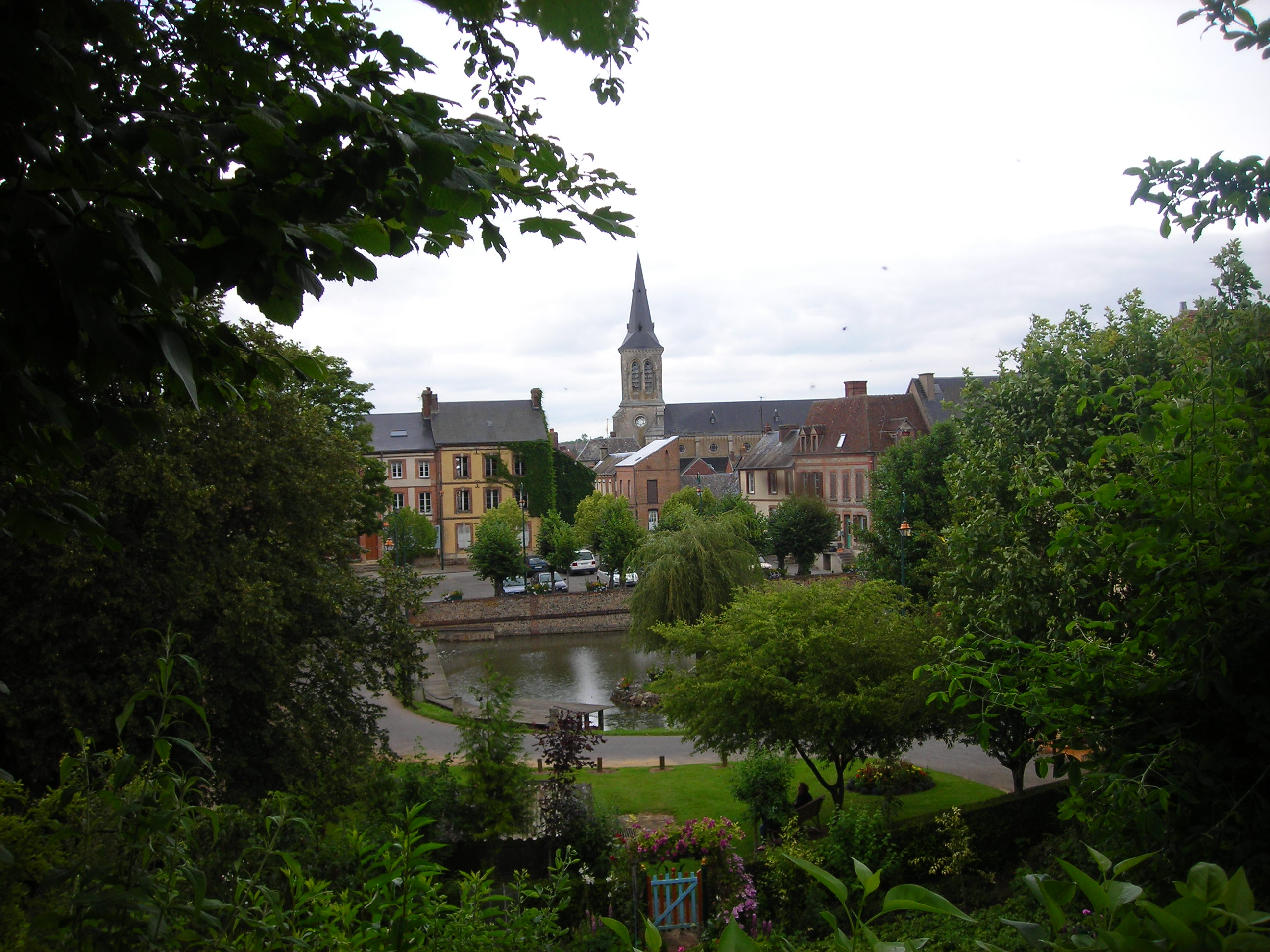
Blick auf die Kirche Saint-Denis
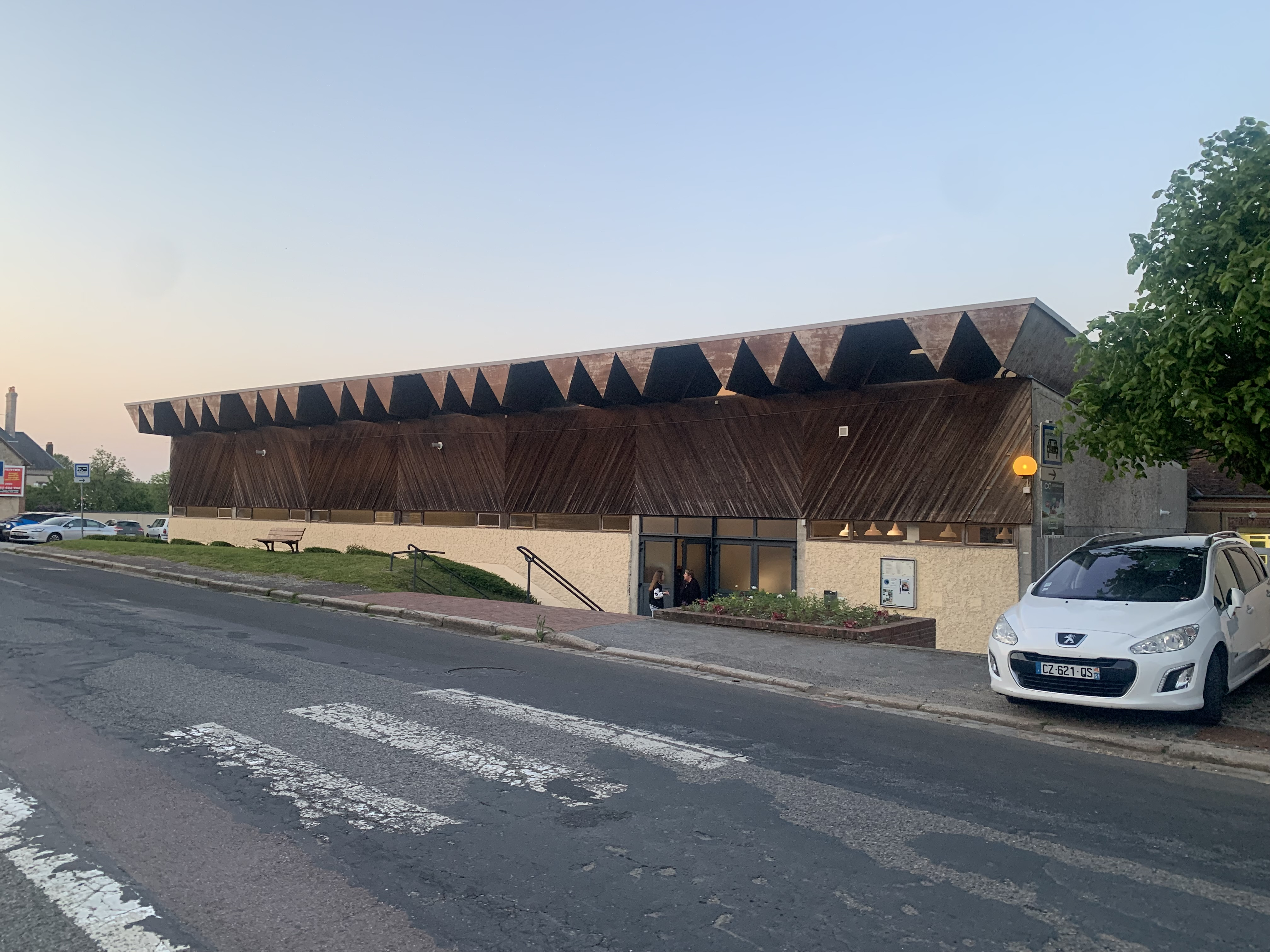
Gemeindefesthalle
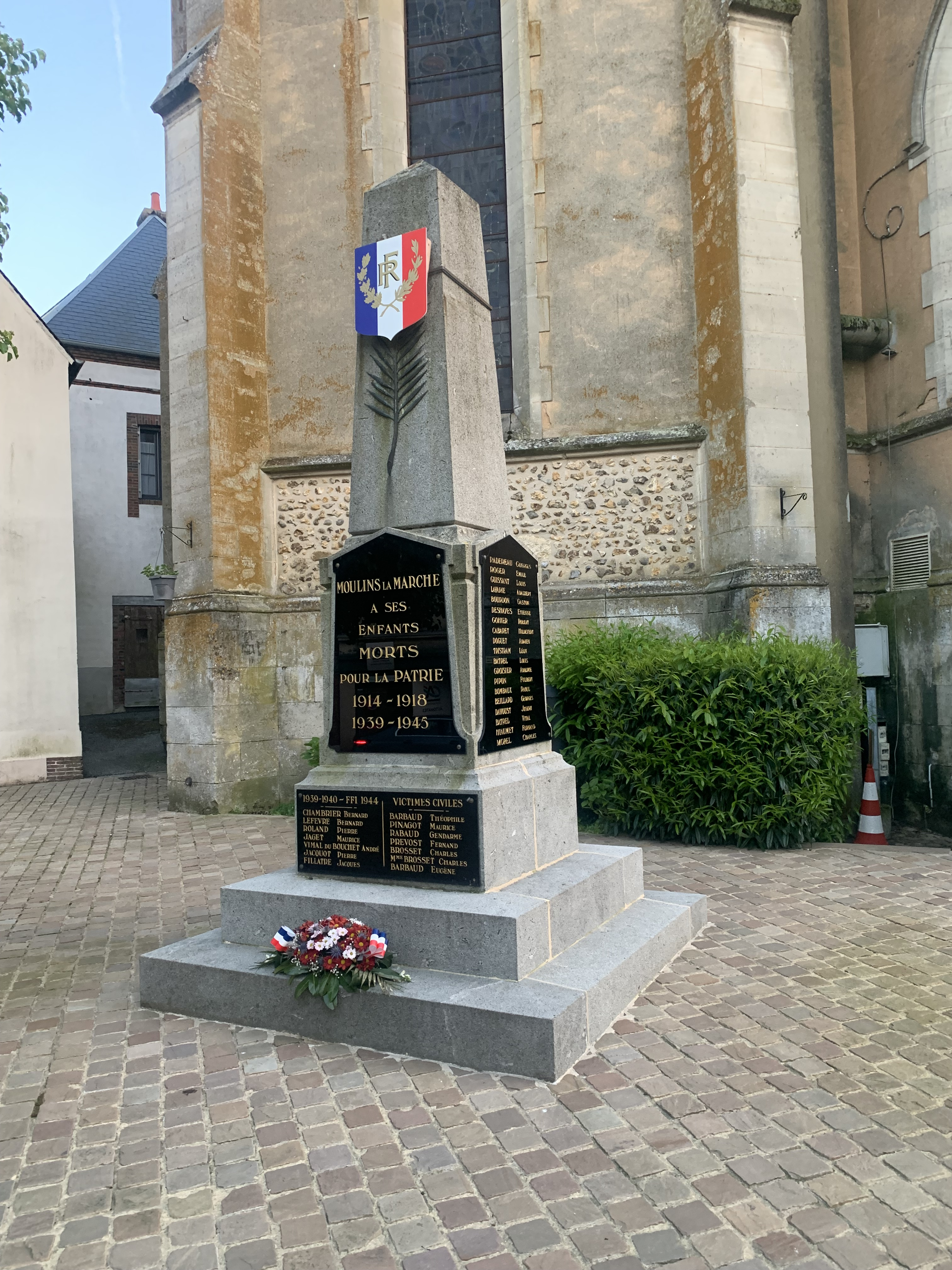
Gefallenendenkmal

## Gemeindepartnerschaft
- Schmitten im Taunus in Deutschland